# کولول‌لو، اسماعیل‌لی
کولول‌لو (به ترکی آذربایجانی: Külüllü) یک منطقه مسکونی در جمهوری آذربایجان است که در شهرستان اسماعیللی و در دهیاری ایوانوفکا واقع شده است.